# Polystichum igaense
Polystichum igaense là một loài dương xỉ trong họ Dryopteridaceae. Loài này được Tagawa mô tả khoa học đầu tiên năm 1953.
Danh pháp khoa học của loài này chưa được làm sáng tỏ. 